# Антоанета Френкева
Антоанета Френкева е българска спортистка по плуване.

## Биография
Антоанета Френкева е родена на 24 август 1971 г. в град Смолян. Започва да плува в родния си град от 1979 г. при треньора Евелина Лазарова. Учи в спортната паралелка на СОУ „Св. св. Кирил и Методий“ (Смолян). Дебютът и е в националния отбор е през 1986 г. Известна е с голямо трудолюбие и упоритост.
Първата българска плувкиня с два олимпийски медала. Сребърен на 100 м и бронзов на 200 м. бруст от Игрите в летните олимпийски игри в Сеул през 1988 г. Сеул. Бронзова медалистка на 100 м. бруст от турнира за „Купа Европа“ (1987). Балканска шампионка. Успехите си постига под ръководството на треньора Ботко Трендафилов.
Притежава националния рекорд на 50 м. бруст 0,32,64 м. поставен в Благоевград (1988). Заедно с Таня Богомилова са най-изявените български спортисти в плуването.